# Cornelia Mathilde Beaujon
Cornelia (Corrie) Mathilde Beaujon (Amsterdam, 19 januari 1885 - Utrecht, 13 maart 1977), ook wel Cornelia Mathilde Werker-Beaujon genoemd, was een Nederlandse jurist, vrijdenker en de eerste vrouwelijk rechtenstudent van Nederland.

## Biografie
Beaujon werd geboren als dochter van Prof. Mr. Anthonij Beaujon (1853-1890) en Ernestine Auguste Schill (1857-1919). Ze was de zus van Mr. Jan Jacob Beaujon (1888-1923) en de schoonzus van Johanna Jacoba Werker. 
Tijdens haar studie rechten raakte ze bevriend met Clara Wichmann en Willem Hendrik Martinus Werker. Het drietal was verantwoordelijk voor de oprichting van het tijdschrift Vrouwen in de twintigste eeuw en de Utrechtse afdeling van De Nederlandsche Bond voor Vrouwenkiesrecht in 1908. Ook waren zij de auteurs van De vrouw, de vrouwenbeweging en het vrouwenvraagstuk. Daarnaast was Corrie actief als bestuurslid van de Utrechtse vrouwelijke studentenvereniging, zette zij zich in voor goede arbeidsperspectieven voor vrouwelijke studenten en was zij bestuurslid van de eerste Montessorischool in Nederland.

## Privéleven
Op 25 juni 1912 trouwde Beaujon met Willem Hendrik Martinus Werker. Samen kregen ze zes kinderen.
- International Standard Name Identifier: 0000 0003 9829 9401
- Nederlandse Thesaurus van Auteursnamen: 088239977
- Virtual International Authority File: 236771655